# Динаміка
Дина́міка (грец. δύναμις — сила) — розділ механіки, в якому вивчаються причини виникнення механічного руху. Динаміка оперує такими поняттями, як маса, сила, імпульс, момент імпульсу, енергія.
Також динамікою нерідко називають, стосовно до інших областей фізики (наприклад, до теорії поля), ту частину теорії, яка більш-менш прямо аналогічна динаміці в механіці, протиставляючи зазвичай кінематиці (до кінематики в таких теоріях зазвичай відносять, наприклад, співвідношення, отримані з перетворень величин при зміні системи відліку).
Іноді слово динаміка застосовується у фізиці і не у вищеописаному сенсі, а в більш загальнолітературному: для позначення просто процесів, що розвиваються у часі, залежності від часу якихось величин, не обов'язково маючи на увазі конкретний механізм або причину цієї залежності.
Динаміка, що базується на законах Ньютона, називається класичною динамікою. Класична динаміка описує рухи об'єктів зі швидкостями від міліметрів в секунду до кілометрів на секунду. Однак ці методи перестають бути справедливими для руху об'єктів дуже малих розмірів (елементарні частинки) і при рухах зі швидкостями, близькими до швидкості світла. Такі рухи підпорядковуються іншим законам.
За допомогою законів динаміки вивчається також рух суцільного середовища, тобто пружно і пластично деформованих тіл, рідин і газів.
У результаті застосування методів динаміки до вивчення руху конкретних об'єктів виник ряд спеціальних дисциплін: небесна механіка, балістика, динаміка корабля, літака, гідродинаміка, аеродинаміка тощо.

## Основна задача динаміки
Історично склався такий поділ на пряму і обернену задачі динаміки:
- Пряма задача динаміки: за заданим характером руху визначити рівнодійну сил, які діють на тіло.
- Обернена задача динаміки: за заданими силами визначити характер руху тіла.

## Закони Ньютона
Класична динаміка основана на трьох основних законах Ньютона:
- 1-й: Існують такі системи відліку, відносно яких тіло яке рухається поступально зберігає свою швидкість сталою, якщо на нього не діють інші тіла або їхню дію скомпенсовано.

{\displaystyle \sum _{i=1}^{n}{\vec {F_{i}}}=0\Rightarrow {\vec {v}}=const}
- 2-й: У інерціальних системах відліку прискорення, яке отримує матеріальна точка, прямо пропорційне силі, що викликає його, збігається з нею за напрямком і обернено пропорційне масі матеріальної точки.

{\displaystyle {\vec {a}}={\frac {\displaystyle \sum _{i=1}^{n}{\vec {F_{i}}}}{m}},}
де {\displaystyle {\vec {a}}} — прискорення тіла, {\displaystyle {\vec {F_{i}}}} — сили, прикладені до матеріальної точки, а {\displaystyle \ m} — її маса, або
{\displaystyle m{\vec {a}}=\sum _{i=1}^{n}{\vec {F_{i}}}.}
У класичній (ньютонівській) механіці маса матеріальної точки вважається сталою в часі і незалежною від будь-яких особливостей її руху чи взаємодії з іншими тілами.
Другий закон Ньютона можна також сформулювати з використанням поняття імпульсу:
В інерціальних системах відліку похідна від імпульсу матеріальної точки по часу дорівнює силі, яка діє на нього.
{\displaystyle {\frac {d{\vec {p}}}{dt}}=\sum _{i=1}^{n}{\vec {F_{i}}},}
де {\displaystyle {\vec {p}}=m{\vec {v}}} — імпульс (кількість руху) точки, {\displaystyle {\vec {v}}} — її швидкість, а {\displaystyle t} — час.
За такого формулювання, як і раніше, вважають, що маса матеріальної точки незмінна в часі.
- 3-й: Тіла діють одне на одне з силами, рівними за модулем і протилежними за напрямом

{\displaystyle |{\vec {F_{1}}}|=|{\vec {F_{2}}}|}
{\displaystyle {\vec {F_{1}}}={\vec {-F_{2}}}}
Якщо при цьому розглядаються взаємодія матеріальних точок, то обидві сили діють вздовж прямої, яка їх з'єднує. Це призводить до того, що сумарний момент імпульсу системи, що складається з двох матеріальних точок в процесі взаємодії залишається незмінним.
Таким чином, із другого і третього законів Ньютона можна отримати закони збереження імпульсу і моменту імпульсу.

## Закони Ньютона в неінерційних системах відліку
Існування інерціальних систем відліку тільки постулюється першим законом Ньютона. Реальні системи відліку, зв'язані, наприклад, з Землею або з Сонцем, не мають повною мірою властивості інерційності через рух по колу. Експериментально довести існування інерціальної системи відліку неможливо, оскільки для цього потрібно мати вільне тіло (тіла, на які не діють жодні сили), а те, що тіло є вільним, може бути показано тільки в інерціальній системі відліку. Опис руху в неінерційних системах відліку, які рухаються з прискоренням відносно інерціальних, потребує введення так званих фіктивних сил, таких як сила інерції, доцентрова сила або сила Коріоліса. Ці «сили» не зумовлені взаємодією тіл, тобто за своєю природою не є силами і вводяться тільки для збереження форми другого закону Ньютона:
{\displaystyle \sum _{i=1}^{n}{\vec {F_{i}}}+\sum _{j=1}^{n}{\vec {F_{f_{j}}}}=m{\vec {a}}},
де {\displaystyle \sum _{j=1}^{n}{\vec {F_{f_{j}}}}} — сума всіх фіктивних сил, які виникають у неінерційній системі відліку.

## Опис динаміки виходячи з принципу найменшої дії
Багато законів динаміки можна описати, виходячи не із законів Ньютона, а із принципу найменшої дії.

## Формули деяких сил різної природи
- Сила всесвітнього тяжіння:

{\displaystyle F_{T}={Gm_{1}m_{2} \over r^{2}}}
або у векторній формі:
{\displaystyle {\overrightarrow {F_{T}}}({\vec {r_{1}}})=G{\frac {m_{1}m_{2}}{|{\vec {r_{2}}}-{\vec {r_{1}}}|^{3}}}{({\vec {r_{2}}}-{\vec {r_{1}}})}}
поблизу земної поверхні:
{\displaystyle {\overrightarrow {F_{T}}}=m{\vec {g}}}
- Сила тертя:

{\displaystyle F_{f}=\mu N}
- Сила Архімеда:

{\displaystyle F_{A}=\rho gV}